# Beaulieu (Hérault)
Beaulieu è un comune francese di 1 657 abitanti situato nel dipartimento dell'Hérault nella regione dell'Occitania.

## Società

### Evoluzione demografica
Abitanti censiti